# Lomariopsis farrarii
Lomariopsis farrarii är en ormbunkeart som beskrevs av Robbin C. Moran och J.E.Watkins. Lomariopsis farrarii ingår i släktet Lomariopsis och familjen Lomariopsidaceae. Inga underarter finns listade.